# Stefan Struve
Stefan Jaimy Struve (Beverwijk, 18 de febrero de 1988) es un artista marcial mixto neerlandés que compite en la categoría de peso pesado en Ultimate Fighting Championship, donde es el hombre más alto (2,13 cm).

## Primeros años
Struve creció en los Países Bajos, donde jugó al fútbol hasta los 14 años. Después de que su hermano lo llevara al gimnasio de artes marciales (propiedad de Bob Schreiber), decidió seguir una carrera en las artes marciales mixtas (MMA) en su lugar. Tuvo su primer combate amateur a los 16 años, y ganó por nocaut con una patada a la cabeza.

## Carrera de artes marciales mixtas
Struve hizo su debut profesional en la organización GFN cuando tenía 17 años, luchando contra John De Wilde en Gentlemen Fight Night. A finales de 2008, había acumulado un récord de 16-2, perdiendo una vez (en su segunda pelea) a través de lesiones con Romualds Garkulis y otra vez en la segunda ronda de un torneo Star Of Peresvit en Ucrania, con Christian M'Pumbu.
En 2008, Struve negoció con las promociones de DREAM y Affliction, antes de firmar un contrato de cuatro peleas con el UFC.

### Ultimate Fighting Championship
Struve perdió su pelea de debut en UFC en UFC 95 contra Júnior dos Santos en la primera ronda, después de que Dos Santos acosara a Struve con una andanada de golpes agresivos. Struve ganó su próxima pelea en UFC 99, sobre Denis Stojnić. A pesar de sangrar profusamente, perseveró en la segunda ronda y ganó la espalda de Stojnic, cuando pudo encontrar la manera de cerrar una rear naked choke para ganar por sumisión a los 2:37 de la segunda ronda.
Struve venció al previamente invicto recién llegado a UFC Chase Gormley el 24 de octubre de 2009 en UFC 104. Gormley prefería el intercambio pero Struve consiguió llevarlo a la lona para asegurarse una sumisión de triángulo. Tras el evento, Struve obtuvo el premio a la Sumisión de la Noche.
Struve firmó un nuevo contrato de cuatro peleas con el UFC. Su primera pelea de este contrato sería Paul Buentello, en UFC 107. Struve sustituyó al lesionado Todd Duffee. Struve derrotó a Buentello por decisión mayoritaria (29-28, 29-28 y 28-28). Después de la pelea, Struve declaró: "No me siento como un ganador en este momento", al parecer descontento con su rendimiento.
Struve se enfrentó al ganador del The Ultimate Fighter 10 Roy Nelson el 31 de marzo de 2010 en UFC Fight Night 21. Nelson derrotó a Struve y consiguió conectar un sólido gancho de derecha en el mentón para asegurarse la victoria por nocaut.
Struve se enfrentó al invicto recién llegado a UFC Christian Morecraft en UFC 117. Struve derrotó a Morecraft por nocaut técnico. Morecraft dominó a Struve en la primera ronda con su ground and pound, pero fue noqueado por Struve durante un agresivo intercambio de golpes en la segunda ronda. La actuación de Struve le valió para ganar el premio al KO de la Noche. En el descanso de la primera ronda, Struve dijo le dijo su esquina, "Estoy a punto de desmayarse en este momento, chicos."
En septiembre de 2010, Struve firmó un nuevo contrato de cuatro peleas con el UFC.
Struve venció al previamente invicto Sean McCorkle en la primera ronda por nocaut técnico el 11 de diciembre de 2010 en UFC 124. Después de ser derribado temprano y de escapar de un intento de kimura, Struve barrió a McCorkle, ganando su espalda, para descargar un constante número de ataques para obtener la victoria.
Struve se enfrentó al entonces invicto Travis Browne el 28 de mayo de 2011 en UFC 130. A pesar de partir fuerte y casi cerrar una sumisión D'arce, Struve cometió el error lanzar un rodillazo volador, que Browne respondió con un golpe de superman noqueando a Struve en pleno vuelo.
Struve derrotó a Pat Barry el 1 de octubre de 2011 en UFC on Versus 6. Después de un largo tanteo en la primera ronda, Struve se aferró a Barry, lo arrastró al suelo, y rápidamente lo encerró en una llave de brazo triangular, ganando el premio a la Sumisión de la Noche.
El 15 de febrero de 2012, Struve se enfrentó a Dave Herman en UFC on Fuel TV 1, Struve derrotó a Herman por nocaut técnico.
Se esperaba que Struve se enfrentará a Mark Hunt el 26 de mayo de 2012 en UFC 146, pero, el 17 de mayo de 2012, Hunt se retiró de la pelea debido a una lesión y fue reemplazado por Lavar Johnson. Struve sometió rápidamente a Johnson en la primera ronda con una llave de brazo, ganando su tercer premio a la Sumisión de la Noche.
Struve venció a Stipe Miočić por nocaut técnico en el evento principal de UFC on Fuel TV 5 el 29 de septiembre de 2012. En la primera ronda Miočić fue ligeramente superior a Struve, hasta que en la segunda ronda, cuando Struve utilizó su alcance con mayor eficacia y se volvió más agresivo. Tras el evento, ambos peleadores obtuvieron el premio a la Pelea de la Noche.
Struve se enfrentó a Mark Hunt el 3 de marzo de 2013 en UFC on Fuel TV 8. Hunt derrotó a Struve por nocaut técnico en la tercera ronda, y la mandíbula de Struve quedó severamente dañada con uno de sus golpes finales.
El 20 de agosto de 2013 se informó que Struve había sufrido una válvula aórtica, así como un agrandamiento del corazón, los médicos encontraron que Stefan tenía una válvula aórtica bicúspide, lo que significa que la válvula aórtica tiene solo dos valvas, en lugar de tres. Se decidió tratar su enfermedad con medicamentos para los próximos dos meses.
Struve se enfrentó a Alistair Overeem el 13 de diciembre de 2014 en UFC on Fox 13. Struve perdió la pelea por nocaut técnico en la primera ronda.
Struve se enfrentó a Antônio Rodrigo Nogueira el 1 de agosto de 2015 en UFC 190.  Struve ganó la pelea por decisión unánime.
El 15 de noviembre de 2015, Struve se enfrentó a Jared Rosholt en UFC 193. Struve perdió la pelea por decisión unánime.
El 8 de mayo de 2016, Struve se enfrentó a Antônio Silva en UFC Fight Night 87. Struve ganó la pelea por nocaut técnico a los 16 segundos, ganando así el premio a la Actuación de la Noche.
Se esperaba que Struve se enfrentara a Ruslan Magomedov el 8 de octubre de 2016, en el UFC 204. Sin embargo, Magomedov se retiró a principios de septiembre citando una infección por estafilococos. Fue reemplazado por Daniel Omielańczuk. Struve ganó la pelea por sumisión en la segunda ronda.
Struve se enfrentó a Alexander Volkov el 2 de septiembre de 2017 en el UFC Fight Night: Volkov vs. Struve. Perdió la pelea por TKO en la tercera ronda. A pesar de la derrota, Struve ganó el premio a la Pelea de la Noche por el combate.
Struve se enfrentó a Andrei Arlovski en el UFC 222. Perdió la pelea por decisión unánime.
Struve se enfrentó a Marcin Tybura el 22 de julio de 2018 en el UFC Fight Night 134. Perdió la pelea por decisión unánime.
Struve se enfrentó a Marcos Rogério de Lima el 23 de febrero de 2019 en UFC en ESPN+ 3 en la última pelea de su contrato con UFC. Ganó la pelea por sumisión en la segunda ronda a pesar de haber sido derribado por el primer golpe de la pelea. Después de la pelea, Struve indicó que esta podría ser su pelea final. Además, recibió el premio a la Actuación de la Noche.
El 13 de agosto de 2019, Struve firmó un nuevo acuerdo con la UFC y se espera que regrese en diciembre frente a Ben Rothwell.

## Campeonatos y logros
- Ultimate Fighting Championship
  - Sumisión de la Noche (tres veces)
  - Pelea de la Noche (una vez)
  - KO de la Noche (una vez)
  - Actuación de la Noche (dos veces)

- Cage Gladiators
  - Campeón de Peso Superpesado (una vez)

## Récord en artes marciales mixtas
| Récord profesional | Récord profesional | Récord profesional |
| 41 peleas          | 29 victorias       | 12 derrotas        |
| ------------------ | ------------------ | ------------------ |
| Nocaut             | 8                  | 8                  |
| Sumisión           | 18                 | 1                  |
| Decisión           | 2                  | 3                  |
| Descalificación    | 1                  | 0                  |
| Sin resultado      | 1                  | 1                  |

| Resultado | Récord | Oponente                 | Método                        | Evento                                  | Fecha                    | Ronda | Tiempo | Localización                  | Notas                                  |
| --------- | ------ | ------------------------ | ----------------------------- | --------------------------------------- | ------------------------ | ----- | ------ | ----------------------------- | -------------------------------------- |
| Derrota   | 29–13  | Tai Tuivasa              | KO (golpes)                   | UFC 254                                 | 24 de octubre de 2020    | 1     | 4:59   | Abu Dhabi                     |                                        |
| Derrota   | 29–12  | Ben Rothwell             | TKO (golpes)                  | UFC on ESPN: Overeem vs. Rozenstruik    | 7 de diciembre de 2019   | 2     | 4:57   | Washington D. C.              |                                        |
| Victoria  | 29–11  | Marcos Rogério de Lima   | Sumisión (arm-triangle choke) | UFC Fight Night: Błachowicz vs. Santos  | 23 de febrero de 2019    | 2     | 2:21   | Praga                         | Actuación de la Noche.                 |
| Derrota   | 28–11  | Marcin Tybura            | Decisión (unánime)            | UFC Fight Night: Shogun vs. Smith       | 22 de julio de 2018      | 3     | 5:00   | Hamburgo                      |                                        |
| Derrota   | 28–10  | Andrei Arlovski          | Decisión (unánime)            | UFC 222                                 | 3 de marzo de 2018       | 3     | 5:00   | Las Vegas, Nevada             |                                        |
| Derrota   | 28–9   | Alexander Volkov         | TKO (golpes)                  | UFC Fight Night: Volkov vs. Struve      | 2 de septiembre de 2017  | 3     | 3:30   | Róterdam                      | Pelea de la Noche.                     |
| Victoria  | 28–8   | Daniel Omielańczuk       | Sumisión (D'Arce choke)       | UFC 204                                 | 8 de octubre de 2016     | 2     | 1:41   | Mánchester                    |                                        |
| Victoria  | 27–8   | Antônio Silva            | TKO (codazos)                 | UFC Fight Night: Overeem vs. Arlovski   | 8 de mayo de 2016        | 1     | 0:16   | Róterdam                      | Actuación de la Noche.                 |
| Derrota   | 26–8   | Jared Rosholt            | Decisión (unánime)            | UFC 193                                 | 15 de noviembre de 2015  | 3     | 5:00   | Melbourne                     |                                        |
| Victoria  | 26–7   | Antônio Rodrigo Nogueira | Decisión (unánime)            | UFC 190                                 | 1 de agosto de 2015      | 3     | 5:00   | Río de Janeiro                |                                        |
| Derrota   | 25–7   | Alistair Overeem         | TKO (golpes)                  | UFC on Fox: dos Santos vs. Miocic       | 13 de diciembre de 2014  | 1     | 4:13   | Phoenix, Arizona              |                                        |
| Derrota   | 25–6   | Mark Hunt                | TKO (golpe)                   | UFC on Fuel TV: Silva vs. Stann         | 3 de marzo de 2013       | 3     | 1:44   | Saitama                       |                                        |
| Victoria  | 25–5   | Stipe Miočić             | TKO (golpes)                  | UFC on Fuel TV: Struve vs. Miocic       | 29 de septiembre de 2012 | 2     | 3:50   | Nottingham                    | Pelea de la Noche.                     |
| Victoria  | 24–5   | Lavar Johnson            | Sumisión (armbar)             | UFC 146                                 | 26 de mayo de 2012       | 1     | 1:05   | Las Vegas, Nevada             | Sumisión de la Noche.                  |
| Victoria  | 23–5   | Dave Herman              | TKO (golpes)                  | UFC on Fuel TV: Sanchez vs. Ellenberger | 15 de febrero de 2012    | 2     | 3:52   | Omaha, Nebraska               |                                        |
| Victoria  | 22–5   | Pat Barry                | Sumisión (triangle armbar)    | UFC Live: Cruz vs. Johnson              | 1 de octubre de 2011     | 2     | 3:22   | Washington D. C.              | Sumisión de la Noche.                  |
| Derrota   | 21–5   | Travis Browne            | KO (golpe superman)           | UFC 130                                 | 28 de mayo de 2011       | 1     | 4:11   | Las Vegas, Nevada             |                                        |
| Victoria  | 21–4   | Sean McCorkle            | TKO (golpes)                  | UFC 124                                 | 11 de diciembre de 2010  | 1     | 3:55   | Montreal                      |                                        |
| Victoria  | 20–4   | Christian Morecraft      | KO (golpes)                   | UFC 117                                 | 7 de agosto de 2010      | 2     | 0:22   | Oakland, California           | KO de la Noche.                        |
| Derrota   | 19–4   | Roy Nelson               | TKO (golpes)                  | UFC Fight Night: Florian vs. Gomi       | 31 de marzo de 2010      | 1     | 0:39   | Charlotte, Carolina del Norte |                                        |
| Victoria  | 19–3   | Paul Buentello           | Decisión (mayoritaria)        | UFC 107                                 | 12 de diciembre de 2009  | 3     | 5:00   | Memphis, Tennessee            |                                        |
| Victoria  | 18–3   | Chase Gormley            | Sumisión (triangle choke)     | UFC 104                                 | 24 de octubre de 2009    | 1     | 4:04   | Los Ángeles, California       | Sumisión de la Noche.                  |
| Victoria  | 17–3   | Denis Stojnić            | Sumisión (rear-naked choke)   | UFC 99                                  | 13 de junio de 2009      | 2     | 2:37   | Colonia                       |                                        |
| Derrota   | 16–3   | Júnior dos Santos        | TKO (golpes)                  | UFC 95                                  | 21 de febrero de 2009    | 1     | 0:54   | Londres                       | UFC debut.                             |
| Victoria  | 16–2   | Mario Neto               | Sumisión (rear-naked choke)   | CG 10: Clash of the Titans              | 29 de noviembre de 2008  | 2     | 3:19   | Liverpool                     |                                        |
| Victoria  | 15–2   | Ralf Wonnink             | Sumisión (armbar)             | KOE: Tough Is Not Enough                | 5 de octubre de 2008     | 1     |        | Róterdam                      |                                        |
| Victoria  | 14–2   | Yuji Sakuragi            | Sumisión (triangle choke)     | M-1 Challenge 6: Korea                  | 29 de agosto de 2008     | 1     | 2:30   | Seúl                          |                                        |
| Victoria  | 13–2   | Colin Robinson           | Sumisión (triangle choke)     | Cage Gladiators 8                       | 27 de julio de 2008      | 1     |        | Liverpool                     |                                        |
| Victoria  | 12–2   | Ralf Wonnink             | Sumisión (rear-naked choke)   | Beast of the East                       | 26 de enero de 2008      | 1     |        | Zutphen                       |                                        |
| Derrota   | 11–2   | Christian M'Pumbu        | Sumisión (D'arce choke)       | Star of Peresvit                        | 7 de diciembre de 2007   | 1     | 2:05   | Kiev                          | Semifinal del torneo Star of Peresvit. |
| Victoria  | 11–1   | Sergey Danish            | TKO (parada del equipo)       | Star of Peresvit                        | 7 de diciembre de 2007   | 2     | 2:20   | Kiev                          | Cuartos de final de Star of Peresvit.  |
| Victoria  | 10–1   | Tomek Smykowski          | Sumisión (estrangulación)     | TFS: Mixfight Gala VI                   | 25 de noviembre de 2007  | 1     |        | Múnich                        |                                        |
| Victoria  | 9–1    | Tom Blackledge           | Sumisión (triangle choke)     | Cage Gladiators 5                       | 4 de noviembre de 2007   | 1     | 2:14   | Liverpool                     |                                        |
| Victoria  | 8–1    | Denis Komkin             | Sumisión (rear-naked choke)   | Siberian Challenge 1                    | 14 de octubre de 2007    | 1     |        | Bratsk                        |                                        |
| Victoria  | 7–1    | Marko Šintić             | Sumisión (triangle choke)     | CF: The Real Deal                       | 5 de mayo de 2007        | 1     |        | Emmen                         |                                        |
| Victoria  | 6–1    | Atte Backman             | Sumisión (triangle choke)     | Fight Festival 21                       | 17 de marzo de 2007      | 1     | 3:54   | Helsinki                      |                                        |
| Victoria  | 5–1    | Florian Müller           | TKO (golpes)                  | Outsider Cup 6                          | 16 de diciembre de 2006  | 2     | 1:38   | Duisburg                      |                                        |
| Victoria  | 4–1    | Marcus Sursa             | Sumisión (triangle choke)     | WEF: Orleans Arena                      | 10 de junio de 2006      | 1     | 3:01   | Las Vegas, Nevada             | Debut en Peso Pesado.                  |
| Victoria  | 3–1    | Murat Bourekba           | Descalificación               | Staredown City                          | 5 de febrero de 2006     |       |        | Oostzaan                      | [ 30 ]                                 |
| Victoria  | 2–1    | Emir Smajlovic           | KO (golpes)                   | MMA: Event                              | 17 de septiembre de 2005 | 1     |        | Holanda                       |                                        |
| Derrota   | 1–1    | Romualds Garkulis        | TKO (parada del equipo)       | Mixfight Gala                           | 16 de abril de 2005      | 1     | 5:00   | Holanda                       | [ 30 ]                                 |
| Victoria  | 1–0    | John De Wilde            | Sumisión (armbar)             | Gentlemen Fight Night                   | 19 de marzo de 2005      | 1     | N/A    | Holanda                       | Debut en Peso Semipesado.              |